# Mako Idemitsu
Mako Idematsu (出光真子, Idemitsu Mako), née en 1940, est une vidéaste et cinéaste féministe japonaise.

## Biographie
Mako Idemitsu est née dans une famille fortunée traditionnelle, dominée par les hommes. Son père Sazō Idemitsu est un industriel influent au Japon. Il est également collectionneur d’art. Mako Idemitsu est fascinée par le personnage de son père. En 1963, elle décide de poursuivre ses études aux États-Unis. Elle rencontre Sam Francis, de 17 ans son aîné, avec qui elle se marie. Le couple vit en Californie, à Santa Monica. Mako Idemitsu devient mère de deux enfants. L'oppression familiale à l'encontre des femmes devient le sujet de son travail. En 1972, elle filme la Womanhouse créée par Judy Chicago. En 1975, elle s'installe à Tokyo.
Dans ses vidéos, Mako Idemitsu reprend les codes des feuilletons télévisés japonais. Ses vidéos ressemblent à des mélodrames. Les récits se déroulent dans l'espace domestique dans lequel il y a toujours un téléviseur allumé. Cet écran dans l'écran dévoile la réalité psychologique et les conflits intérieurs des personnages. Dans la trilogie Great Mother de 1983, elle explore l'identification culturelle des femmes en tant que mère dans le Japon patriarcal.

## Vidéos
- Woman's House, 13h40, 1972
- What a Woman Made, 13min, 1973
- Make Up, 9min,  1974
- Another Day of a Housewife, 18min, 1977[4]
- Great Mother (YUMIKO), 24:30 min, 1983